# Comuna Lîmanivka, Hola Prîstan
Lîmanivka (în ucraineană Лиманівка) este o comună în raionul Hola Prîstan, regiunea Herson, Ucraina, formată din satele Ciornomorski Krînîți, Lîmanivka (reședința) și Suvorovka.

## Demografie
Componența lingvistică a comunei Lîmanivka
     Ucraineană (92,39%)
     Rusă (6,42%)
     Alte limbi (0,75%)
Conform recensământului din 2001, majoritatea populației comunei Lîmanivka era vorbitoare de ucraineană (92,39%), existând în minoritate și vorbitori de rusă (6,42%).